# 후닌청서
후닌청서(학명 : Sciurus pyrrhinus)는 다람쥐과 청서속에 속하는 설치류의 일종이다. 페루와 에콰도르의 토착종이다.

## 특징
후닌청서는 비교적 큰 청서로 꼬리를 제외한 몸길이는 약 25cm이다. 몸 대부분이 검은색이 섞인 짙은 붉은색 털로 덮여 있으며, 꼬리 쪽으로 갈수록 밤색 갈색을 띠고 꼬리가 몸길이보다 약간 짧다. 배 쪽은 개체마다 흰색과 붉은색 또는 그 사이의 적당한 색을 다양하게 띤다. 수염과 귀 가장자리는 검다.

## 분포 및 서식지
페루 중부의 북쪽으로 우아누코 주부터 남쪽의 아야쿠초 주와 쿠스코 주까지 안데스산맥의 동부 경사면에서 서식하는 것으로 알려져 있지만, 좀더 동쪽 볼리비아 국경 지역에서도 서식하는 것으로 추정되기도 하며, 더 북쪽인 에콰도르의 사모라친치페 주에서 1920년에 표본 한 점이 수집되기도 했다. 저지대 우림과 좀더 높은 저산대 숲에서 서식한다.

## 생태
후닌청서의 생태와 습성은 거의 알져져 있지 않다. 주행성, 수상성 동물로 알려져 있고, 작은 무리를 지어 발견되기도 하며 세력권 행동 습성은 강하지 않는 것으로 추정된다. 1월에 새끼에게 젖을 먹이는 암컷이 확인된 기록이 있다. 상대적으로 개체수가 많은 것으로 추정되며, 다른 다람쥐보다 벌목과 사냥과 같은 사람들의 활동에 내성을 갖고 있지만 제한된 분포 지역 때문에 페루 환경부에서 "취약종"으로 분류하고 있다.